# Leucopogon mitchellii
Leucopogon mitchellii är en ljungväxtart som beskrevs av George Bentham. Leucopogon mitchellii ingår i släktet Leucopogon och familjen ljungväxter. Inga underarter finns listade i Catalogue of Life.